# Guam en los Juegos Olímpicos de Tokio 2020
Guam estuvo representado en los Juegos Olímpicos de Tokio 2020 por cinco deportistas, tres mujeres y dos hombres, que compitieron en cuatro deportes.
Los portadores de la bandera en la ceremonia de apertura fueron el judoka Joshter Andrew y la atleta Regine Tugade. El equipo olímpico guameño no obtuvo ninguna medalla en estos Juegos.